# Coquelles
Coquelles (Nederlands: Kalkwelle) is een gemeente in het Franse departement Pas-de-Calais (regio Hauts-de-France). De plaats maakt deel uit van het arrondissement Calais. Coquelles telde op 1 januari 2022 2.625 inwoners.
In een ver verleden had het dorp een Nederlandsklinkende naam; in de 12e eeuw werd Qualquelle (Kalkwelle) geschreven; de huidige naam is daarvan een Franse fonetische nabootsing.
Omdat Coquelles vlak bij de ingang van de Kanaaltunnel ligt, zijn er hotels en winkelcentra. In de winkelcentra is veel alcoholische drank verkrijgbaar, omdat die voor Engelsen goedkoper is. Engelsen die via de Kanaaltunnel voor een dag naar Coquelles komen om drank te kopen worden ook wel "booze cruisers" genoemd.

## Geografie
De oppervlakte van Coquelles bedroeg op 1 januari 2022 8,77 vierkante kilometer; de bevolkingsdichtheid was toen 299,3 inwoners per km².

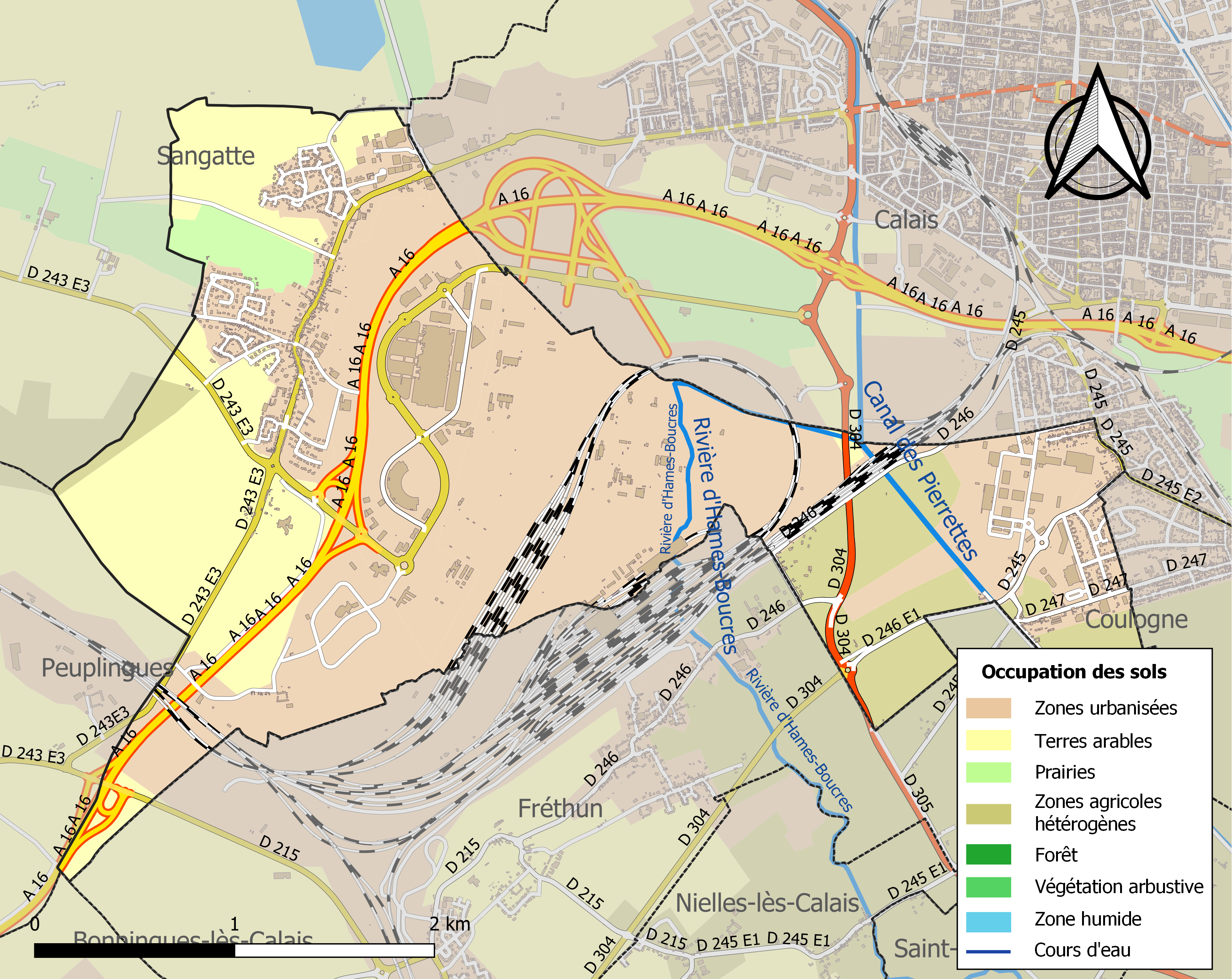
Kaart van de gemeente met belangrijkste infrastructuur, bodemgebruik en omliggende gemeenten

## Demografie
Onderstaande figuur toont het verloop van het inwonertal (bron: INSEE-tellingen).